# Alanson B. Vaughan
Pour les articles homonymes, voir Vaughan.
 (février 2021).
Alanson B. Vaughan, né le 6 juin 1806 dans le comté de Clinton dans l'État de New York et décédé le 3 octobre 1876, est un homme politique américain. Il a été député de l'Assemblée de l'État du Wisconsin et membre de l'Assemblée législative du Territoire du Minnesota (en).

## Biographie
Alanson B. Vaughan naît le 6 juin 1806 dans le comté de Clinton dans l'État de New York. En 1843, il s'établit dans ce qui est de nos jours le comté de Rock au Wisconsin. Par la suite, il travaille comme marchand dans le comté de Mower au Minnesota.
En 1848, il devient membre de l'Assemblée de l'État du Wisconsin avec le Parti whig. De 1856 à 1857, il est membre de Assemblée législative du Territoire du Minnesota (en) avec le Parti républicain du Minnesota (en).
Il est mort le 3 octobre 1876.